# 오두환 (1883년)
오두환(吳斗煥, 1883년 7월 6일(음력 6월 3일) ~ 1954년 12월 6일)은 대한제국과 일제강점기의 관료로 본적은 경성부 예지동이다.

## 생애
1902년 경기도 진위군 공립고등소학교, 1907년에 관립한성일어학교를 졸업했다. 1908년 농상공부 산림국 임무과 주사로 근무하면서 대한제국 말기에 관리로 일하기 시작했다. 한일 병합 조약 체결 이후인 1910년 10월 1일 조선총독부 식산국 산림과 고원(雇員, 임시직원)으로 채용되었고 1912년 1월 31일에는 총독부 경기도 서기로 승진하였다. 1920년 인천부 서무계 서기, 1921년 인천부 부속(府屬)으로 근무했고 1921년 7월 21일 경기도 장단군 군수(고등관 8등)로 임명되었다.
1922년 10월 30일 경성부 이사관으로 임명되었고 동민회 평의원(1925년 1월 ~ 1929년 5월), 조선불교단 이사 겸 평의원(1925년 3월)으로 활동하기도 했다. 1926년 2월 18일 이완용후작 장례식 장의역원을 정할 때, 장의위원회 회장자접시원(會葬者接侍員)의 한 사람으로 진행에 참여했다. 1912년 한국 병합 기념장, 1915년 다이쇼 대례 기념장, 1928년 훈6등 서보장과 쇼와 대례 기념장을 받았다. 
1931년 2월 10일 만주에서 펑톈 주재 일본 총영사관 부영사(고등관 5등)로 근무하기 시작했고 1934년 만주사변에 협력한 공로를 인정받아 훈5등 서보장과 종군기장을 받았다. 1934년 9월 11일 경상남도 창녕군수로 임명되었으며 1935년 10월 1일 시정 25주년 기념 은배 1조와 표창을 받았다.
1936년 9월 남조선방공연습지도부(南朝鮮防空演習指導部) 지도부원으로 위촉되었으며 1937년 8월 12일부터 1939년 3월 30일까지 경상남도 김해군수를 역임했다. 김해군수로 재직 중이던 1938년 4월 4일에는 김해군민 대표로 중기관총 7기를 헌납하기도 했다. 1938년 6월 30일 당시에는 고등관 3등, 1938년 7월 1일 당시에는 종5위, 1939년 4월 24일 당시에는 정5위에 각각 서위되어 있었다.
2008년 발표된 민족문제연구소의 친일인명사전 수록예정자 명단 중 관료, 친일단체, 해외의 세 부문에 포함되었다. 2009년 친일반민족행위진상규명위원회가 발표한 친일반민족행위 705인 명단에도 포함되었다.

## 참고 자료
- 오두환(吳斗煥) - 국사편찬위원회
- 오두환 - 한국학중앙연구원
- 친일반민족행위진상규명위원회 (2009). 〈오두환〉. 《친일반민족행위진상규명 보고서 Ⅳ-10》. 서울. 141~149쪽.

1. ↑  "聖恩鴻大 故李侯爵邸에 御沙汰書御下賜", 매일신보 1926년 2월18일자 1면 5단